# Сакурай Цугумі
Цугумі Сакурай (3 вересня 2001 , Конан, Префектура Кочі ) — японська борчиня вільного стилю, олімпійська чемпіонка 2024 року, дворазова чемпіонка світу, чемпіонка Азії.

## Спортивні результати на міжнародних змаганнях

### Виступи на Олімпіадах
| Змагання                    | Збірна | Вагова категорія          | Місце  |
| --------------------------- | ------ | ------------------------- | ------ |
| Літні Олімпійські ігри 2024 | Японія | жіноча боротьба, до 57 кг | Золото |

### Виступи на Чемпіонатах світу
| Змагання                        | Збірна | Вагова категорія          | Місце  |
| ------------------------------- | ------ | ------------------------- | ------ |
| Чемпіонат світу з боротьби 2021 | Японія | жіноча боротьба, до 55 кг | Золото |
| Чемпіонат світу з боротьби 2022 | Японія | жіноча боротьба, до 57 кг | Золото |
| Чемпіонат світу з боротьби 2023 | Японія | жіноча боротьба, до 57 кг | Золото |

### Виступи на Азійських іграх
| Змагання           | Збірна | Вагова категорія          | Місце  |
| ------------------ | ------ | ------------------------- | ------ |
| Азійські ігри 2022 | Японія | жіноча боротьба, до 57 кг | Золото |

### Виступи на Чемпіонатах Азії
| Змагання                       | Збірна | Вагова категорія          | Місце  |
| ------------------------------ | ------ | ------------------------- | ------ |
| Чемпіонат Азії з боротьби 2022 | Японія | жіноча боротьба, до 57 кг | Золото |
| Чемпіонат Азії з боротьби 2024 | Японія | жіноча боротьба, до 57 кг | Срібло |

### Виступи на інших змаганнях
| Змагання                                   | Збірна | Вагова категорія          | Місце  |
| ------------------------------------------ | ------ | ------------------------- | ------ |
| Чемпіонат Японії з боротьби 2019           | Японія | жіноча боротьба, до 55 кг | Срібло |
| Klippan Lady Open 2020                     | Японія | жіноча боротьба, до 55 кг | Золото |
| Чемпіонат Японії з боротьби 2020           | Японія | жіноча боротьба, до 55 кг | Золото |
| Відкритий чемпіонат Японії з боротьби 2021 | Японія | жіноча боротьба, до 55 кг | Золото |

### Виступи на змаганнях молодших вікових груп
| Змагання                                      | Збірна | Вагова категорія          | Місце  |
| --------------------------------------------- | ------ | ------------------------- | ------ |
| Чемпіонат світу з боротьби серед кадетів 2016 | Японія | жіноча боротьба, до 40 кг | Золото |
| Чемпіонат Азії з боротьби серед кадетів 2017  | Японія | жіноча боротьба, до 46 кг | Золото |
| Чемпіонат Азії з боротьби серед юніорів 2019  | Японія | жіноча боротьба, до 55 кг | Бронза |